# Émilien Chassat
Émilien Chassat (4 de abril de 1997) es un deportista francés que compite en tiro, en la modalidad de rifle. Ganó una medalla de oro en el Campeonato Mundial de Tiro de 2022, en la prueba de rifle 3 posiciones 300 m.

## Palmarés internacional
| Campeonato Mundial | Campeonato Mundial | Campeonato Mundial | Campeonato Mundial       |
| Año                | Lugar              | Medalla            | Prueba                   |
| ------------------ | ------------------ | ------------------ | ------------------------ |
| 2022               | El Cairo (Egipto)  | Medalla de oro     | Rifle 3 posiciones 300 m |